# Черленовка
Черле́новка (укр. Черленівка) — село в Ванчиковецкой сельской общине Черновицкого района Черновицкой области Украины.
Через село протекает река Черлена.
Население по переписи 2001 года составляло 2236 человек. Почтовый индекс — 60345. Телефонный код — 3733. Код КОАТУУ — 7323089301.

## История
В 1946 г. Указом ПВС УССР село Черлена-Маре переименовано в Черленовку.
До 2020 года входило в Новоселицкий район

## Персоналии
- Вирста, Геннадий Владимирович — украинский кинорежиссёр.